# Arturo Miranda
Arturo Miranda (L'Avana, 19 gennaio 1971) è un tuffatore ed allenatore di tuffi cubano naturalizzato canadese. Ai campionati mondiali di nuoto di Melbourne 2007 ha vinto la medaglia d'argento nel concorso dei tuffi dal trampolino 3 metri sincro in coppia con il connazionale Alexandre Despatie. Ha rappresentato il Canada ai Giochi olimpici di Pechino 2008. Dopo il ritiro, è divenuto allenatore della nazionale di nuoto del Canada.

## Palmarès
- Mondiali

Melbourne 2007: argento nel trampolino 3 m sincro
- Giochi panamericani

Rio de Janeiro 2017: bronzo nel trampolino 3 m sincro